# Pânico de 1890

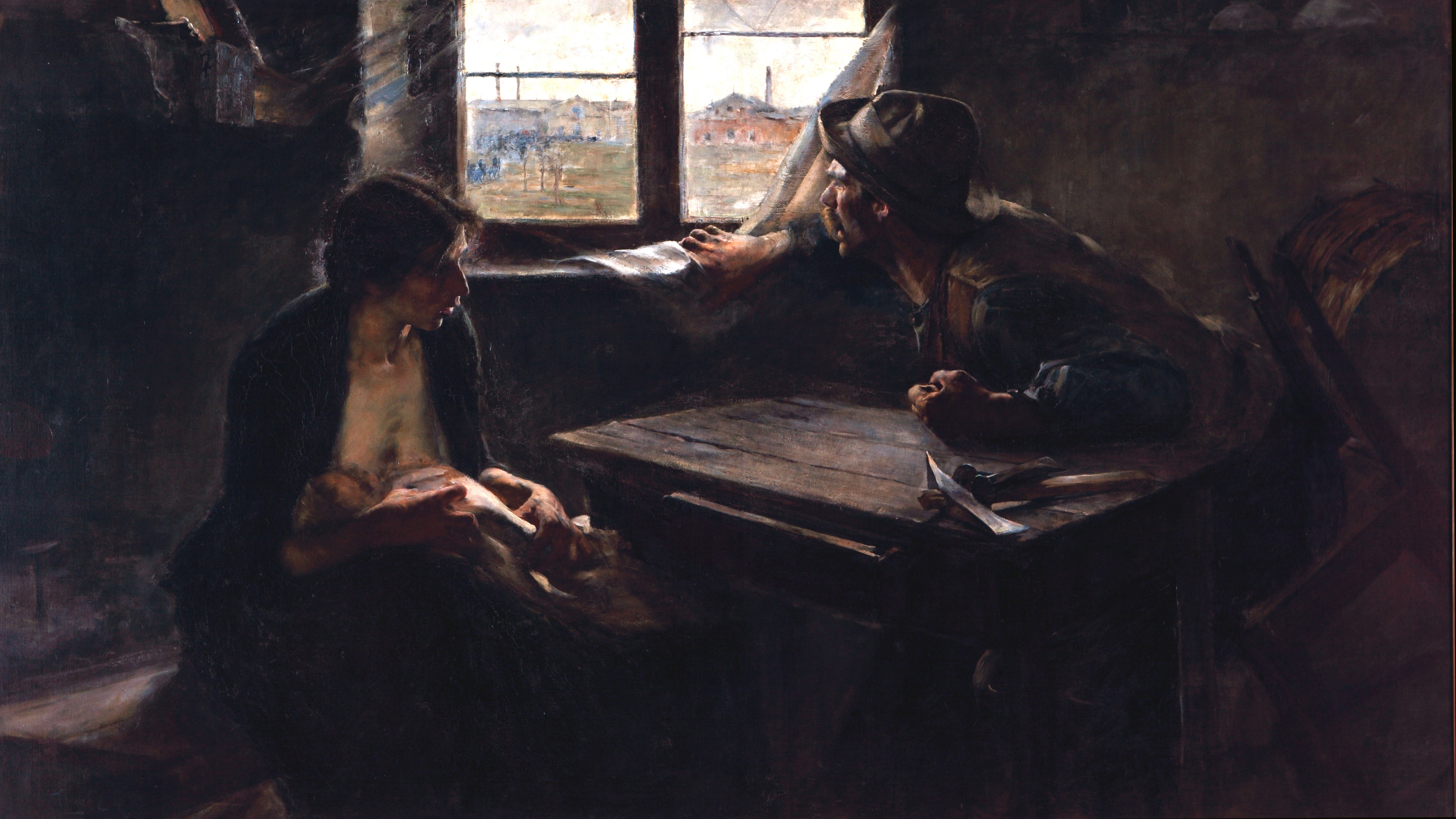
A crise de 1890 foi particularmente severa na Argentina e inspirou o quadro Sem pão e sem emprego, de Ernesto de la Cárcova.

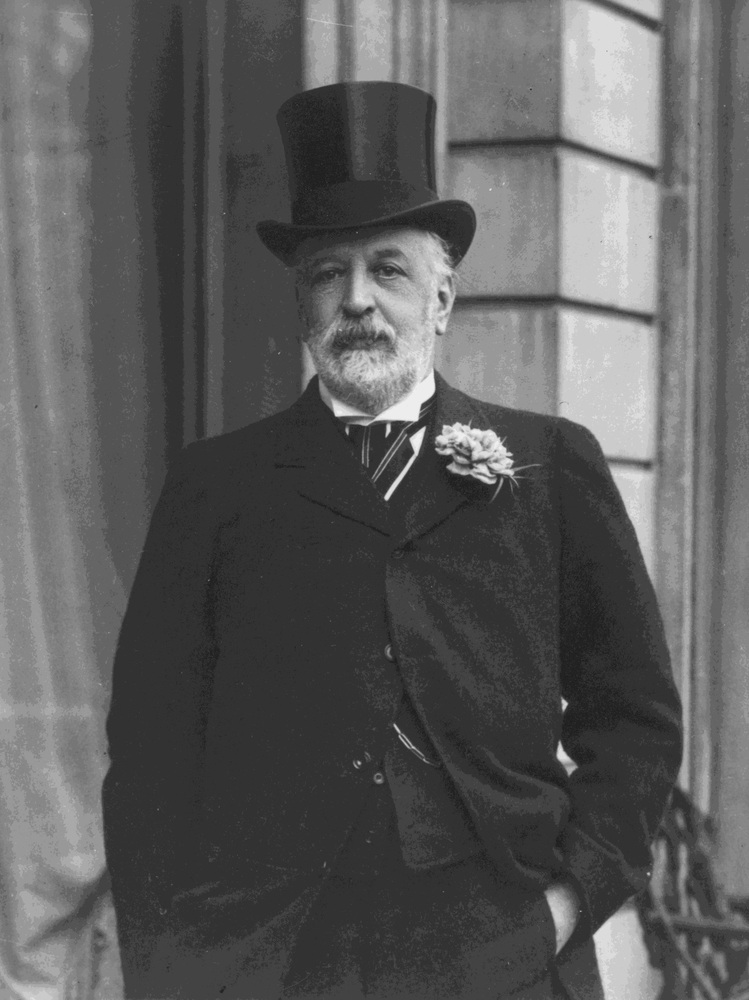
O Barão Nathan Rothschild ajudou a resgatar o Banco Baring

A primeira crise do inglês Banco Baring, apelidada de Pânico de 1890, causou uma grande recessão econômica internacional embora tenha sido menor do que outras da época. Mesmo assim foi uma das mais famosas crises de insolvência de um país no século XIX.
O Banco Barings de Londres teve uma situação de quase falência que desencadeou a crise internacional. Tendo como administrador Edward Baring, Primeiro Barão Revelstoke, o problema aconteceu em novembro de 1890 devido principalmente aos investimentos de risco do banco na Argentina,que logo após entraria em recessão econômica, com grande sofrimento da população.
Durante a década de 1880 a nação argentina conseguira prosperar economicamente graças a seu modelo exportador agrícola que atraira grandes financiamentos internacionais dos investidores do mercado de matérias-primas. As políticas liberais do presidente Miguel Juárez Celman (1886-1890), contudo, levaram a um período de especulação financeira, com um grande número de bancos estrangeiros fundando subsidiárias em Buenos Aires. A ruptura da bolha especulativa foi iniciada com a quebra do Banco Constructor de La Plata em 1888, o que levou a que o país interrompesse seus pagamentos internacionais e declarasse moratória, suspensa apenas quatro anos depois. O Banco Nacional da Argentina, fundado em 1872, também foi a bancarrota. A situação gerou a crise política conhecida como Revolução do Parque, que culminou com a renúncia do presidente e a subida ao poder do vice-presidente, Carlos Pellegrini, que ficou até 1892. Em sua gestão foi fundado o atual Banco Nación.
Um consórcio internacional formado por iniciativa de William Lidderdale, gerente do Banco da Inglaterra, e do qual participaram os Rothschilds e outros grandes banqueiros londrinos, conseguiu criar um fundo de garantia para as dívidas do Barings, evitando a falência da instituição e uma iminente depressão. Nathan Rothschild, primeiro Barão Rothschild, afirmou que se a iniciativa não tivesse sido tomada, provavelmente o sistema financeiro de Londres teria entrado em colapso, o que seria uma tremenda catástofre financeira.
A interrupção do financiamento internacional provocada pela crise, ajudou a explodir uma outra bolha econômica formada em um país da América do Sul, a do Encilhamento no Brasil, espalhando os efeitos danosos da crise não só na Argentina, mas também nesse país e no Uruguai, com os imigrantes europeus diminuindo drasticamente a remessa de dinheiro para seus paises de origem, levando efeitos ruinosos também a eles.